# Palma di Montechiaro
Palma di Montechiaro (Parma in siciliano) è un comune italiano di 21 211 abitanti del libero consorzio comunale di Agrigento in Sicilia.

## Storia

### Età antica
Palma di Montechiaro sorge su una collina sulla fascia litoranea, poco distante da Agrigento. Il ritrovamento di reperti archeologici maltati risalenti al II millennio a.C. e la presenza di numerose tombe sicane dimostrano che in questo territorio, fin da tempi remoti, vi furono insediamenti umani i cui abitanti erano dediti all'agricoltura e alla pastorizia.
Nel XII secolo a.C., i rodio-cretesi che popolavano la fascia costiera tra Gela e Palma, a scopo difensivo, fortificarono i siti di Castellazzo e Piano del Vento, punti strategici dai quali è visibile tutta la costa.
L'Itinerarium Antonini indica l'esistenza di una statio, denominata Daedalium, sita tra Agrigento e Finziade: la stazione è stata localizzata in contrada Castellazzo, a Palma di Montechiaro.

### Età medievale
Il primo atto della storia di Palma (solo nel 1865 la città si chiamerà Palma di Montechiaro) è la costruzione del castello Chiaramontano (1353), che si staglia lungo la costa a metà strada tra Punta Bianca e la foce del fiume Palma, ad opera di Federico Prefoglio che di lì a poco passò ai Chiaramonte, da cui prese il nome.

### Età moderna
L'atto di fondazione della città di Palma porta la data del 3 maggio 1637.
Nello stesso documento si rileva che a fondare la città fu Carlo Caro Tomasi dopo avere ottenuto il 16 gennaio 1637 la "licentia populandi" dal re Filippo IV di Spagna. Il 3 maggio 1637 fu posta la prima pietra. La scelta del luogo dove sorse la città fu davvero felice se, non appena mezzo secolo dopo, l'abate Saint-Non nel suo Voyage pittoresque ebbe a scrivere: «Questa graziosa cittadina è molto popolata ed ha una posizione incantevole: i dintorni sono pieni di giardini deliziosi e tutto questo paese è in genere d'una abbondanza enorme di vigneti, di coltivazioni e di ogni sorta di alberi da frutta…»
La città di Palma venne fondata il 3 maggio 1637 nella baronia di Montechiaro, dai fratelli gemelli Carlo, Barone Tomasi, e Giulio, che pochi anni dopo gli sarebbe subentrato nel titolo. L'effettivo artefice della fondazione fu però un potente zio dei gemelli, Mario Tomasi de Caro, capitano del Sant'Uffizio dell'Inquisizione di Licata, e governatore della stessa città, da cui provenivano anche Carlo e Giulio Tomasi. Anch'egli, insieme a suo cugino sacerdote Carlo de Caro era presente alla posa della prima pietra della chiesa della Vergine del Rosario.

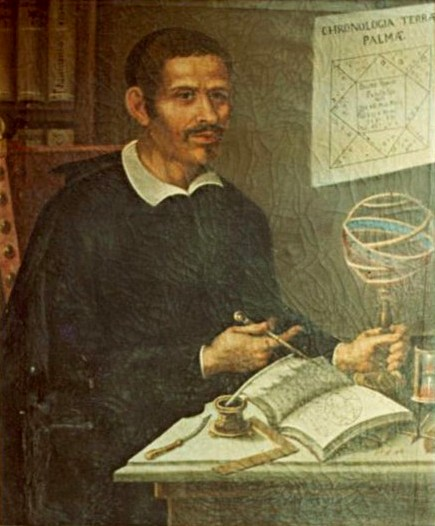
Giovan Battista Hodierna ritratto con alle spalle un disegno a pianta quadrata dal titolo Chronologia Terrae Palmae

Il progetto della città, disegnato secondo un ideale pianta ortogonale, e ricordato da una relazione redatta dall'astronomo e primo arciprete di Palma Giovan Battista Odierna. In una tela che si conserva nella sacrestia della Chiesa di Maria Santissima del Rosario, la chiesa madre, si vede raffigurato l'Odierna al suo tavolo di studio con sullo sfondo, bene in evidenza, un disegno a pianta quadrata col titolo Chronologia Terrae Palmae.
Il paese sorge su un'altura rocciosa da cui domina la vallata sottostante che si protende fino al mare. Spiccano in primo piano, ben visibili dallo scorrimento veloce che attraversa la vallata, i monumenti storici del secondo palazzo ducale, (1659), la chiesa madre, (1666), in cima ad una larga scalinata e il monastero delle Benedettine, (1637) primo edificio della città.
I primi abitanti di Palma vennero da Ragusa, città natale dei Tomasi, e da Agrigento, Licata, Naro, Caltanissetta. A difesa della città dagli attacchi provenienti dal mare dei pirati saraceni il duca Carlo fece costruire, dopo avere ottenuto il permesso da Filippo IV di Spagna, una torre che dedicò a San Carlo. È da registrare che Palma, dopo pochi anni dalla fondazione, ebbe un notevole aumento demografico tanto che nel 1652 furono censite 2 470 abitanti e 473 abitazioni.

### La famiglia Tomasi

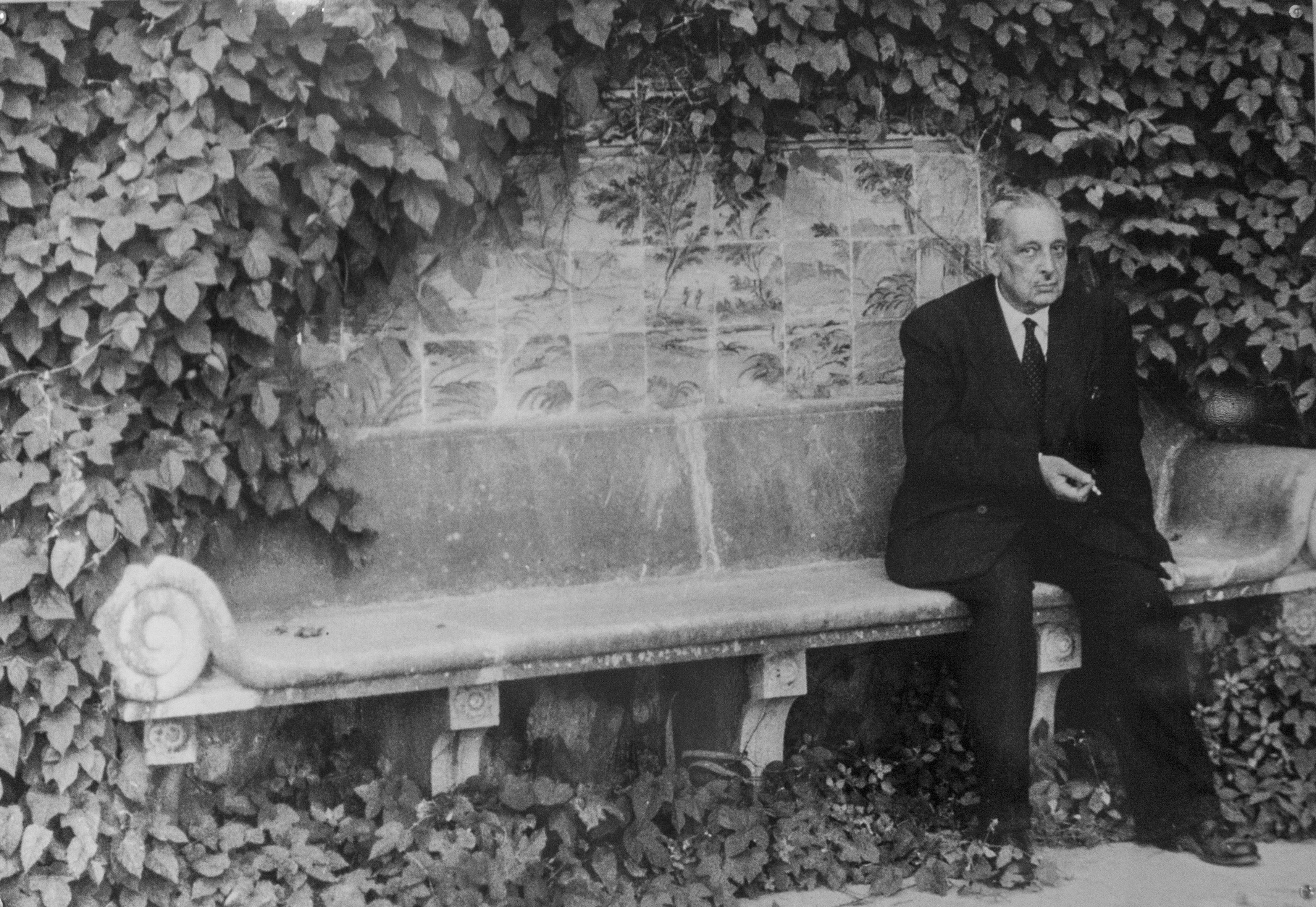
Giuseppe Tomasi di Lampedusa

La fondazione ex novo di città nella Sicilia del XVI e XVII secolo è fenomeno di grandi proporzioni; nel caso di Palma, il motivo della fondazione era una campagna di legittimazione dei Tomasi di Lampedusa, famiglia nobiliare emergente ma ancora insufficientemente radicata nel territorio e nell'aristocrazia della Sicilia. Il capostipite, Mario Tomasi, era giunto in Sicilia al seguito di Marcantonio Colonna, che lo aveva nominato Capitano d'armi di Licata, solo nel 1585. Solo il suo matrimonio con Francesca Caro di Montechiaro aveva segnato la sua accettazione nell'alto ceto. L'acquisizione da parte di Carlo, Barone dal 1616, della Licentia populandi nel 1637 con la conseguente elevazione al titolo di Duca di Palma, è un evidente passo nella stessa direzione.
Poco dopo Carlo Tomasi, dalla salute fragile e da sempre attratto dalla vita religiosa, lascia il ducato e la fidanzata Rosalia Traina, nipote di Francesco, potente vescovo di Agrigento, al fratello Giulio, per entrare nell'Ordine dei chierici regolari teatini.
La dote della nuova duchessa, numerosi feudi e un largo patrimonio liquido, permettono il definitivo consolidamento della famiglia Tomasi nei più alti strati dell'aristocrazia isolana, di cui alla fine doveva risultare tra le più durature famiglie: è ben noto che il penultimo dei Tomasi di Lampedusa Giuseppe, autore de Il Gattopardo possedeva ancora vaste seppur sterili proprietà nella zona di Palma, e che vi ambientò gran parte delle vicende del suo romanzo, appena mascherandone il nome in "Donnafugata".

### Palma, città santa

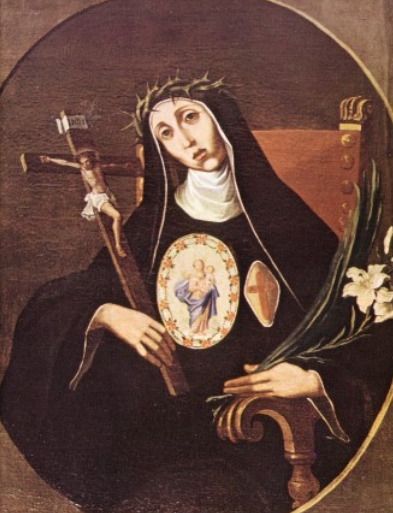
La venerabile Maria Crocifissa (Isabella Tomasi),

Pur nel generale clima di fervore religioso della Sicilia della Controriforma la famiglia Tomasi spiccava. Palma, infatti, già dalla fondazione fu concepita come un luogo fortemente spirituale, una "Nuova Gerusalemme".
Il duca Giulio (detto il "Duca Santo"), dopo aver cresciuto nel fervore religioso i 6 figli avuti dalla moglie nel casto matrimonio, ottenne dal papa lo scioglimento in vita del matrimonio dalla moglie e la separazione, dopo aver rinunciato al ducato e alle gioie del matrimonio, si ritira per poter vivere gli ultimi anni della sua vita da eremita. La moglie Rosalia Traina, prima duchessa di Palma, decide a sua volta di entrare in monastero insieme alle figlie, col nome di suor Maria Seppellita e lì rimane sino alla sua morte. Il monastero era stato fortemente voluto da una delle figlie del duca, Isabella Tomasi (la beata Corbera del Gattopardo).
Il duca preferì donare addirittura il suo palazzo e la sua cappella privata, e costruirsi un altro palazzo ai piedi della chiesa madre. Isabella, entrata nel monastero col nome di suor Maria Crocifissa della Concezione divenne una celebre mistica, punto di riferimento dei nobili della Sicilia e non per il suo fervore religioso e il suo grande misticismo, nella sua biografia si ricordano innumerevoli tentazioni da parte del demonio, e lettere colme di fede e devozione. Una causa di beatificazione è da anni in corso. Nel frattempo alla Tomasi è stato concesso il titolo di venerabile. Dei due fratelli maschi il maggiore seguì lo zio fra i Teatini, e diventerà infine cardinale. È oggi venerato dalla Chiesa come san Giuseppe Maria Tomasi, le sue spoglie si conservano a Roma in Sant'Andrea della Valle. Il fratello minore sposò la figlia del principe di Aragona e visse appena il tempo di dare un erede: muore infatti a 17 anni.
Al seguito dei Tomasi arrivò a Palma don Giovanni Battista Hodierna, di Ragusa, insigne pioniere della scienza ed intellettuale. Anche nell'edificazione della città l'aspetto religioso è preponderante; trent'anni dopo la fondazione Palma conta solo 4 630 abitanti, ma vanta ben dieci chiese, più il monastero del SS. Rosario. Il santuario extra moenia del Calvario meta di processioni, sedici sacerdoti ed altrettanti chierici, e le chiese risultano al visitatore tutte ben tenute e dotate di ricchi arredi, tutti assolutamente conformi ai dettami del recentissimo concilio di Trento; ingenti somme sono spese nell'acquisto di reliquie, che d'altronde attraggono pellegrini anche da luoghi lontani. L'organizzazione della società laica era basata sulle confraternite.

### Età contemporanea

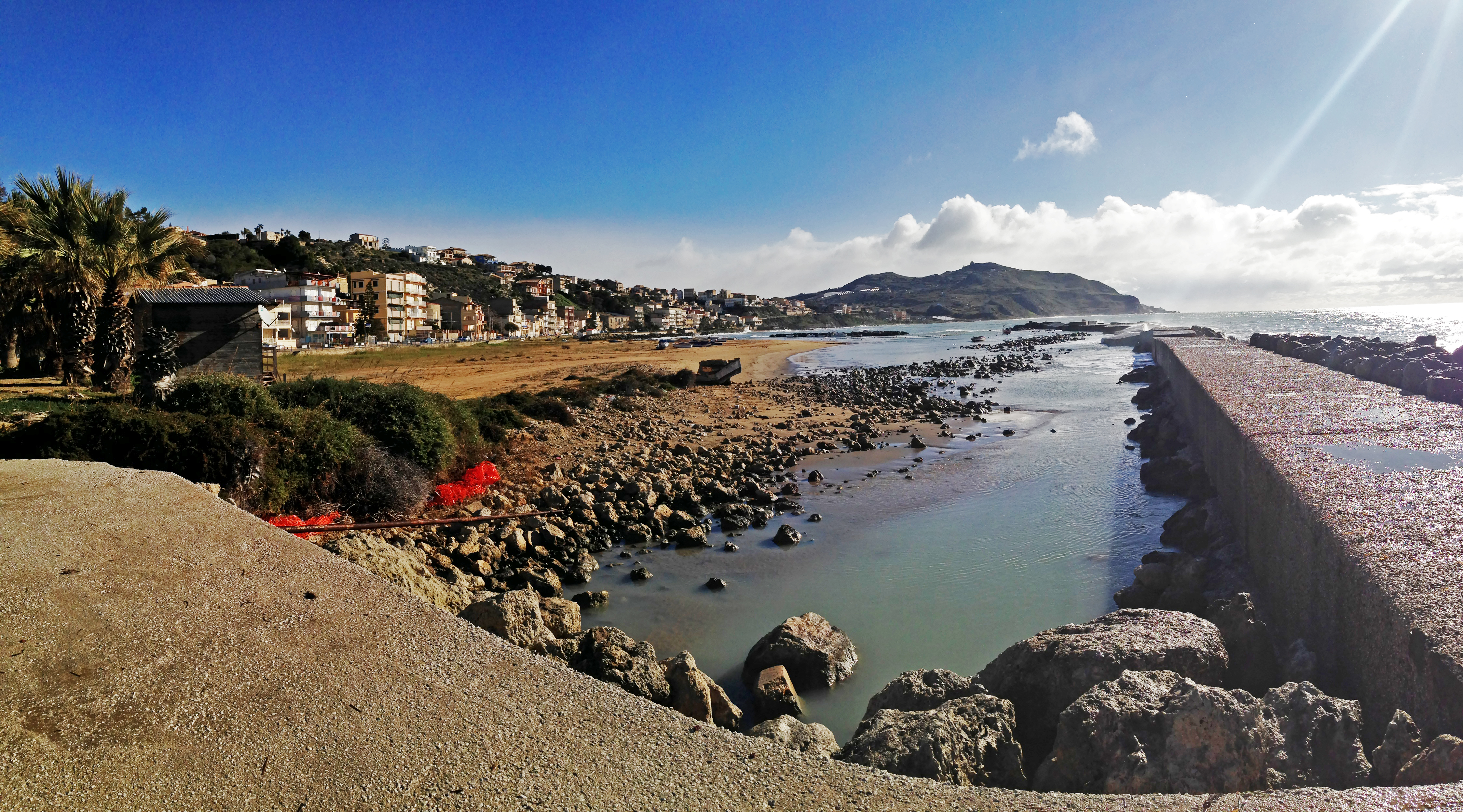
Marina di Palma

Nel 1812 Palma venne eletto a comune autonomo.
L'11 luglio del 1943, subito dopo lo sbarco anglo-americano in Sicilia, la 3ª Divisione estese la testa di ponte della Settima Armata da Licata verso ovest. La Settima Fanteria, dopo una dura battaglia casa per casa, spinse i difensori italiani fuori da Palma di Montechiaro. Nello stesso tempo, il Comando Combat A e la 2ª Divisione Armata, si unirono alla 3ª, fecero un attacco alla successiva città di Naro. Subisce il 24 settembre 1943 un massacro della popolazione che protestava contro il richiamo alle armi, da parte di alcuni reparti militari americani.
Nel dopoguerra, diverrà terra di forte emigrazione, specie verso il nord Italia ed i paesi dell'Europa Occidentale.
Giuseppe Fava, nel suo Mafia, cita Palma come uno dei luoghi dove la tragedia meridionale, quella che nasce secondo lui dalla concomitanza di tre fattori (povertà, ignoranza e assenza dello Stato), «raggiunge una negativa perfezione».

### Simboli
Stemma
(Art. 1 c. 3 dello Statuto comunale)
Gonfalone
a. Stemma del Comune […].
b. Frangia tripartita, cordoni laterali e due nappe in filato oro. Scritta in alto in filato oro: "Comune di Palma di Montechiaro".
c. Asta di sostegno con bilico mobile ricoperta di velluto di colore azzurro, con bullette poste a spirale, terminata in punta da una freccia.»
(Art. 1 c. 4 dello Statuto comunale)
Bandiera
(Art. 1 c. 4 dello Statuto comunale)
I colori che rappresentano il paese sono il verde e l'azzurro.

## Monumenti e luoghi d'interesse

### Architetture religiose

#### Monastero delle Benedettine
Costruito tra il 1653 e il 1659, inglobò il primo palazzo ducale e accolse con la regola cassinese anche le figlie di Giulio, II duca di Palma, e in seguito anche la moglie Rosalia Traina. 
Si trova su una semicircolare e impervia gradinata, in una piazza quadrata con le strade che si incrociano nel luogo che un tempo era segnato dalla colonna con la croce. 
Venne inaugurato il 12 giugno 1659.
Il monastero ha un aspetto semplice con finestre prive di decorazioni. Sul cortile interno, invece, si affacciano delle finestre decorate in stile barocco. All'interno il parlatorio ha volte a botte da cui si accede ad un giardino ricco di alberi in cui è sistemata una scultura della Madonna con san Benedetto. 
Le suore custodiscono, inoltre, la Madonna della Colomba Rosata e l'urna della venerabile Maria Crocifissa. Ancora oggi è uno dei pochi monasteri di clausura in Sicilia, il cui accesso è impedito quasi a chiunque.

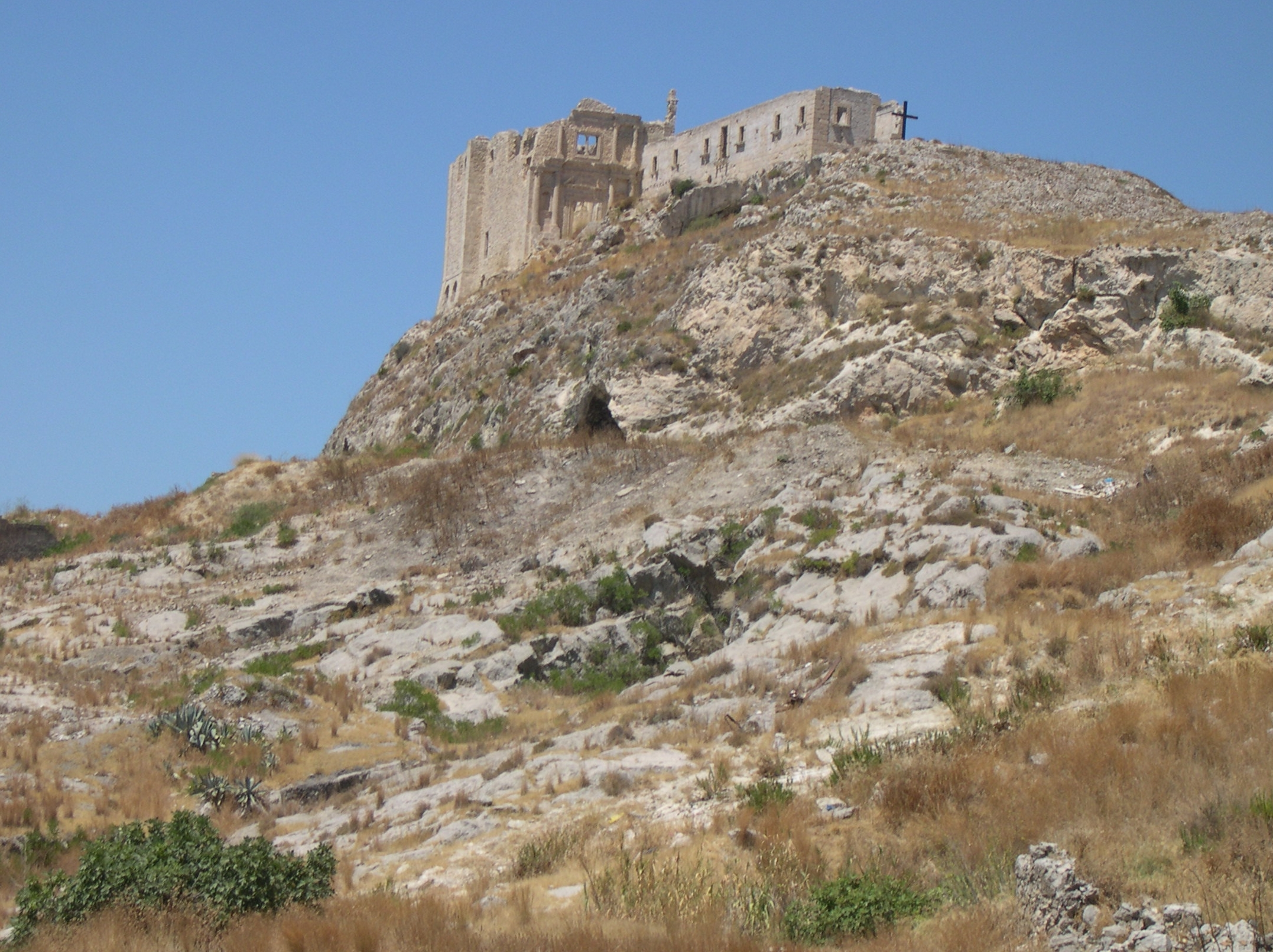
Santuario di monte Calvario

#### Calvario
In siciliano: u'ghettu dè malati ma chiamato dalla popolazione locale u'cravaniu (il calvario), all'ingresso del paese, dopo il parco archeologico della Zubbia, si scorge la collina detta "Calvario" con i ruderi dell'antica chiesa di Santa Maria della Luce (1650), anch'essa dalle forme barocche, dove c'è una botola nel pavimento della chiesa; di sotto sono ancora presenti e rinchiusi i corpi delle persone lì ricoverate e morte di peste del tra il 1550 e 1700.
Il Calvario segna spiritualmente l'ambiente e la storia di Palma. Infatti, Giulio Tomasi volle riproporre nella realtà locale il percorso di Gesù dal palazzo di Pilato al Golgota, collegando in un itinerario ideale segnato da stazioni, il centro abitato con la solitudine della collina del Calvario. 
Il Santo Duca, otteneva, come per i pellegrini della Terra Santa, l'indulgenza plenaria per quanti avessero percorso il tragitto sino alla collina del Calvario, dove nella chiesa di Santa Maria della Luce era custodita una copia della Sacra Sindone donata a Carlo Tomasi, primo duca di Palma e teatino a Roma, dall'infanta Maria di Savoia. Tale reliquia oggi viene conservata nella chiesa del Collegio.
L'eremo fu inizialmente abitato dai preti Romiti e successivamente dall'ordine dei mercedari, preposto al riscatto dei cristiani prigionieri dei pirati.
Inoltre, per la sua possente struttura, quasi di fortezza e per la sua posizione dominante, serviva come punto privilegiato per l'osservazione dell'ampia valle del fiume Palma e della costa.

### Architetture civili

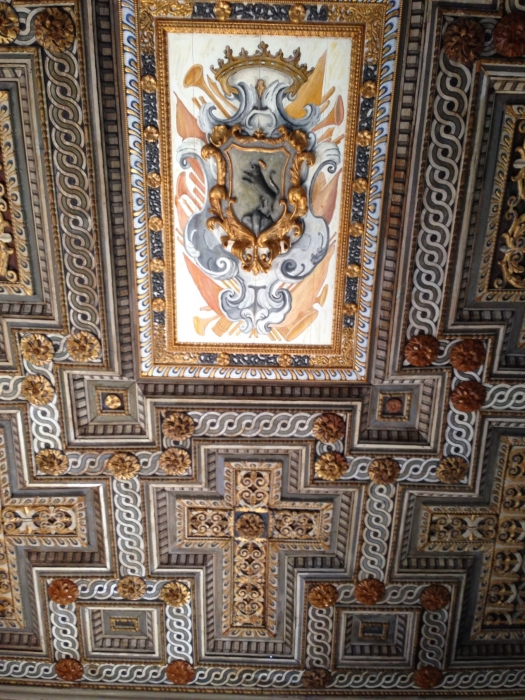
Soffitto del palazzo ducale

#### Palazzo ducale
Il palazzo ducale fu costruito dopo che il primo venne inglobato nel monastero delle Benedettine (1653-1659). Acquisito dal demanio comunale e recentemente restaurato dopo anni di grave degrado, mostra un esterno semplice e compatto con due grandi facciate, una verso il mare e l'altra a oriente, unite a livello del piano nobile da un balcone angolare.
L'edificio è caratterizzato da una estensione di soffitti a lacunari lignei dipinti che coprono le otto sale del primo piano e corrono su due fasce parallele, l'una verso il mare e l'altra verso la collina.
Si distinguono i soffitti delle sale delle armi, quella degli ordini militari equestri e religiosi, quella dedicata interamente all'Ordine di San Giacomo della Spada di cui il duca Giulio era aggregato, quella con lo stemma ducale dei Tomasi, inquartato con gli emblemi dei Caro, La Restia, Traina e infine la sala angolare che conteneva l'arme dei Tomasi col leopardo rampante sul profilo del monte a tre cime. Qui si trova la decorazione più sfarzosa con i lacunari più profondamente intagliati e dipinti in bianco, rosso e oro.
I locali del piano terra ospitano la biblioteca "Giovanni Falcone".

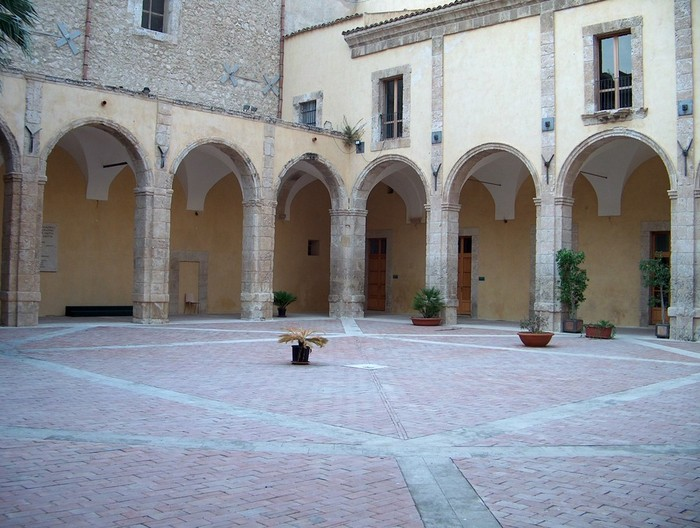
Palazzo degli Scolopi

#### Palazzo degli Scolopi
L'edificio, oggi sede degli uffici comunali, è certamente uno dei più belli del patrimonio tardo-barocco. 
Edificato nel 1698 da Giulio II duca di Palma e principe di Lampedusa, fu portato a termine l'8 dicembre 1712, giorno dell'Immacolata e il cardinale Giuseppe Maria Tomasi lo affidò ai Padri Scolopi di San Giuseppe Calasanzio che vi insediarono l'istituto delle Scuole Pie che nell'800 divenne una vera e propria Università frequentata da diversi rampolli dell'aristocrazia isolana. 
Addossata al palazzo è la chiesa della Sacra Famiglia con la quale costituisce un unico complesso architettonico.

### Architetture militari

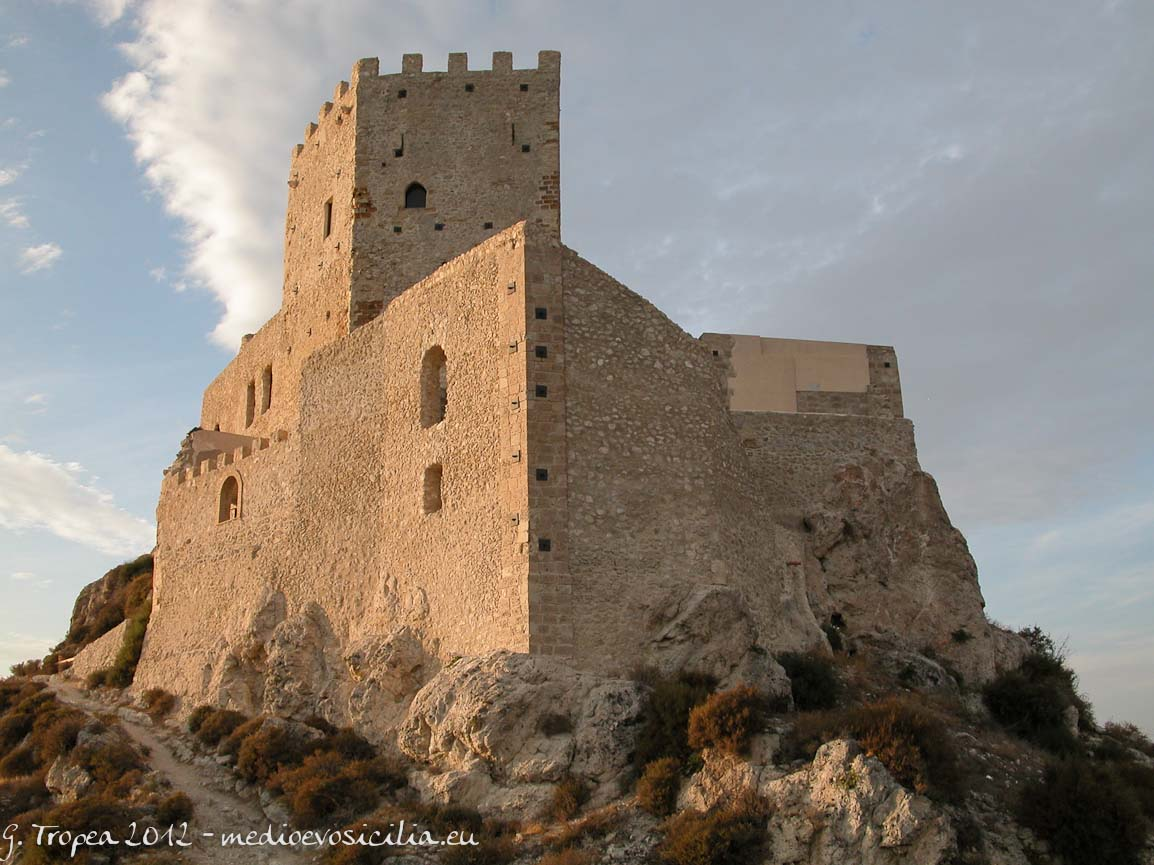
Castello Chiaramontano

#### Castello di Montechiaro
Nei dintorni, in prossimità di Marina di Palma, si può visitare il castello, usato ormai da secoli come santuario della Madonna locale, che si festeggia ogni domenica dopo Pasqua, e chiamata appunto dalla popolazione, Madonna del Castello, anche se il titolo ufficiale è Maria Montis Claris e Maria Madre della Divina Misericordia, dato che la sua festa coincide con quella della Divina Misericordia approvata dal papa Giovanni Paolo II nel 2000.

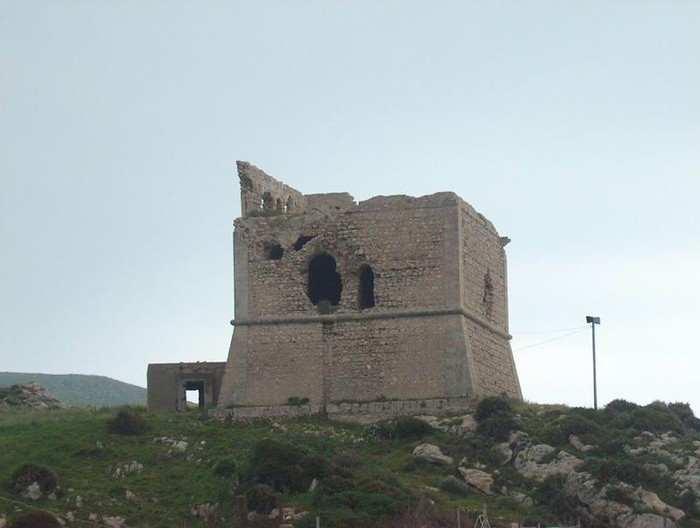
Torre San Carlo

#### Torre San Carlo
L'edificazione della torre San Carlo, appena oltre la foce del fiume Palma, risale al 1639 ad opera di Carlo Tomasi, primo duca di Palma, che ottenne il permesso da Filippo IV di Spagna ed ebbe scopi difensivi stante le continue incursioni dei pirati saraceni sul litorale palmese.
La fortezza fu fornita di armi, attrezzi da guerra e di un adeguato numero di soldati.
Essa s'innalza con un corpo quadrangolare su un basamento a forma di piramide tronca. Vi sono tracce che indicano la presenza di un ponte levatoio e mensoloni sui quali si dovevano poggiare i piombatoi. 
Accanto alla torre fu fatta costruire una piccola chiesa, oggi non più esistente, col titolo del Santissimo Rosario, guidata da un cappellano, per la messa dei soldati. Gli apparati difensivi furono mantenuti fino al 1820.

### Siti archeologici
- Grotta Zubbia[8][9]
- Castellazzo
- Piano Vento
- Monte Grande
- Ciotta-Malerba
- Contrada Tomazzo

## Società

### Evoluzione demografica
Abitanti censiti

## Cultura

### Cinema
Qui venne ambientato il film Palermo o Wolfsburg di Werner Schroeter (1980), tratto dal romanzo di Fava Passione di Michele. Il protagonista parte da Palma per dirigersi verso Wolfsburg in Germania.

## Economia
Il territorio del comune è compreso nella zona di produzione del pistacchio di Raffadali D.O.P..

## Amministrazione
| Periodo          | Periodo          | Primo cittadino       | Partito                     | Carica              | Note   |
| ---------------- | ---------------- | --------------------- | --------------------------- | ------------------- | ------ |
| 28 novembre 1988 | 19 giugno 1990   | Calogero Costanza     | Partito Socialista Italiano | Sindaco             | [ 12 ] |
| 19 giugno 1990   | 11 novembre 1990 | Paolo Scarnà          | Democrazia Cristiana        | Sindaco             | [ 12 ] |
| 23 novembre 1990 | 9 aprile 1991    | Ferdinando Pioppo     |                             | Comm. regionale     | [ 12 ] |
| 9 aprile 1991    | 20 luglio 1992   | Fulvio Sodano         |                             | Comm. regionale     | [ 12 ] |
| 11 agosto 1992   | 21 dicembre 1992 | Vincenzo Di Blasi     | Democrazia Cristiana        | Sindaco             | [ 12 ] |
| 11 gennaio 1993  | 25 maggio 1993   | Nicolò Palmisciano    | Democrazia Cristiana        | Sindaco             | [ 12 ] |
| 1º giugno 1993   | 2 febbraio 1994  | Angelo Amato          | Democrazia Cristiana        | Sindaco             | [ 12 ] |
| 11 marzo 1994    | 22 febbraio 1995 | Gaetano Falsone       | Partito Socialista Italiano | Sindaco             | [ 12 ] |
| 19 maggio 1995   | 28 giugno 1999   | Rosario Giorgio Gallo | Progressisti                | Sindaco             | [ 12 ] |
| 28 giugno 1999   | 31 dicembre 2001 | Rosario Giorgio Gallo | centro-sinistra             | Sindaco             | [ 12 ] |
| 31 dicembre 2001 | 28 maggio 2002   | Stefano Costanza      |                             | Comm. straordinario | [ 12 ] |
| 28 maggio 2002   | 19 ottobre 2004  | Gaetano Falsone       | centro-destra               | Sindaco             | [ 12 ] |
| 19 ottobre 2004  | 17 maggio 2005   | Antonino La Mattina   |                             | Comm. straordinario | [ 12 ] |
| 17 maggio 2005   | 1º giugno 2010   | Rosario Giorgio Gallo | centro-sinistra             | Sindaco             | [ 12 ] |
| 8 giugno 2010    | 18 febbraio 2013 | Rosario Bonfanti      | lista civica                | Sindaco             | [ 12 ] |
| 18 febbraio 2013 | 28 giugno 2013   | Rosa Inzerilli        |                             | Comm. straordinario | [ 12 ] |
| 28 giugno 2013   | 15 febbraio 2017 | Pasquale Amato        | lista civica                | Sindaco             | [ 12 ] |
| febbraio 2017    | 13 giugno 2017   | Antonino La Mattina   |                             | Comm. straordinario | [ 12 ] |
| 14 giugno 2017   | 12 giugno 2022   | Stefano Castellino    | lista civica                | Sindaco             | [ 12 ] |
| 12 giugno 2022   | in carica        | Stefano Castellino    | lista civica                | Sindaco             | [ 12 ] |

### Gemellaggi
- Gulbene, dal 2019

### Altre informazioni amministrative
Il comune di Palma di Montechiaro fa parte delle seguenti organizzazioni sovracomunali: regione agraria n.6 (Colline litoranee).

## Sport

### Calcio
La principale squadra di calcio della città è l'A.S.D. Football Club Gattopardo, militante nel campionato di terza categoria. I colori sociali sono il giallo ed il blu. È nata nel 2016 sulle ceneri della Asd Polisportiva PALMA, nata nel 2012 su iniziativa del giovane Ingegnere Calogero Amato e di un gruppo di soci. Nel periodo compreso tra la stagione 2012-2013 e la stagione 2015-2016 la Polisportiva PALMA conquistò un Campionato di Terza Categoria (2013), una semifinale di Coppa Trinacria (2014), un Campionato di Prima Categoria (2015) e un campionato Provinciale Juniores (2016).